# Gerhard Steidele
Gerhard Steidele (* 6. April 1943 in München) ist ein deutscher Judoka und Judotrainer. Er trägt den 8. Dan.

## Frühe Erfolge

Steideles Spezialtechnik: Der Innere Schenkelwurf

Gerhard Steidele kann auf eine lange aktive Judo-Karriere zurückblicken. In den Jahren 1964, 1976 und 1977 wurde er Deutscher Meister im Leichtgewicht. Zudem wurde Steidele 1977 in Bochum Internationaler Deutscher Judomeister (Klasse -60 kg). Im Jahr 1981 erreichte Steidele (mit 38 Jahren) noch einmal einen dritten Platz bei den Deutschen Judomeisterschaften.
Gerhard Steidele startete in dieser Zeit für den TSV München Großhadern. Mit diesem Verein war er zudem mehrere Male Deutscher Judo-Mannschaftsmeister.

## Spätere Erfolge
Noch mit über 60 Jahren war Gerhard Steidele ein erfolgreicher Wettkampf-Judoka. Er startete für SCU Germering in der Judo-Bezirksliga des Bezirks Ib Oberbayern. Dabei setzte Steidele sich mit Können und Erfahrung selbst gegen 40 Jahre jüngere Gegner durch. Seine Spezial-Wurftechnik ist der Innere Schenkelwurf (Uchi-mata).
In den Jahren 2004, 2005 und 2006 wurde Gerhard Steidele jeweils Judo-Weltmeister in der Altersklasse „60 bis 64 Jahre“. Im Jahr 2005 gewann er zudem bei den ersten deutschen Judo-Seniorenmeisterschaften (ODEM) in Berlin.

## Trainerkarriere
Heute ist Gerhard Steidele Diplom-Trainer bei mehreren Vereinen. Lange war er zudem Lehrreferent des Bayerischen Judo-Verbandes. Besonders spezialisiert ist er auf das Judo-Training mit älteren Menschen sowie die Kata: So hat Steidele eine eigene Form der Kata entwickelt (Rensa-no-kata).